# اشکال‌زدایی
در علم رایانه، اشکال نرم‌افزاری یا باگ، به خطاهای برنامه‌نویسی گفته می‌شود.
به حل این مشکلات اشکال‌زدایی یا دیباگ می‌گویند.
حل مشکلات نرم‌افزاری به دو صورت انجام می‌پذیرد:
اول با داشتن کد اصلی برنامه.
دوم با داشتن خود فایل اصلی برنامه.
با داشتن کد اصلی برنامه می‌توان از امکانات مفسر برای اشکال‌زدایی استفاده نمود
ولی در صورتی که فایل اصلی در اختیار باشد، می‌تواند به کمک علم مهندسی معکوس این کار را انجام داد.

## دلیل نام گذاری
در دنیای رایانه، باگ (به انگلیسی: Bug) یا اشکال به معنی اشتباه یا اشکال در برنامه است. اما معنای اصلی آن در انگلیسی حشره می‌باشد. روزی که رایانهٔ Mark I در هاروارد خراب شد پس از یک جستجوی طولانی متخصصین علت مشکل را پیدا کردند. یک حشره کوچک بین نقاط تماس یک رله قرار داشت. به همین دلیل وجود اشکالات رایانه‌ای باگ (حشره) نام گرفت و برطرف کردن این اشکالات کامپیوتری را دیباگ نامیدند. (ر. ج کتاب آموزشی اسمبلی برای کامپیوترهای شخصی نوشته شده توسط پیتر نورتن و جان سوچا، فصل ۱)